# دژیراباچی
دژیراباچی (به لاتین: Dzhirabachi) یک منطقهٔ مسکونی در روسیه است که در شهرستان کایتاگسکی واقع شده‌است.